# 100691 Hasetoshitsuka
100691 Hasetoshitsuka è un asteroide della fascia principale. Scoperto nel 1999, presenta un'orbita caratterizzata da un semiasse maggiore pari a 2,364035 UA e da un'eccentricità di 0,216548, inclinata di 4,516597° rispetto all'eclittica.